# Mormonia zelica
Mormonia zelica är en fjärilsart som beskrevs av French 1881. Mormonia zelica ingår i släktet Mormonia och familjen nattflyn. Inga underarter finns listade i Catalogue of Life.